# Joseph Beal Steere
Pour les articles homonymes, voir Steere.
Joseph Beal Steere est un ornithologue américain, né le 9 février 1842 à Rollin (Michigan) et mort le 7 décembre 1940 à Ann Arbor.

## Biographie
Il obtient son Bachelor of Arts à l’université du Michigan en 1868 et un Bachelor of Laws en 1870. De 1870 à 1875, il voyage autour du monde et visite notamment l’Amérique du Sud, la Chine et Taïwan. Il fait d’autres expéditions scientifiques aux Philippines et aux Moluques en 1874-1875 puis entre 1887 et 1888. Il retourne au Michigan enseigner la zoologie de 1876 à 1893. Le 30 septembre 1879, il se marie avec Helen Buzzard.
Sa dernière expédition lui fait conduire un groupe d’étudiants en Amazonie afin d’y récolter des spécimens pour le National Museum of Natural History. Steere décrit plusieurs espèces nouvelles. Il contribue à augmenter considérablement les collections ornithologiques de l’institution par l’apport de 2 500 spécimens dont 50 espèces nouvelles pour la science. Des zoologistes lui ont dédié plusieurs espèces d'oiseaux comme :
- l’Eurylaime de Steere (Eurylaimus steerii) et la Brève de Steere (Pitta steerii) par Richard Bowdler Sharpe (1847-1909) en 1876 ;
- le Coucal de Steere (Centropus steerii) par Frank Swift Bourns et Dean Conant Worcester (1866-1924) en 1894 ;
- le Garrulaxe de Steere (Liocichla steerii) par Robert Swinhoe (1836-1877) en 1877.

## Source
- Ce texte utilise des extraits de l'article de langue anglaise de Wikipédia (version du 4 mars 2006).
- Bo Beolens et Michael Watkins (2003). Whose Bird ? Common Bird Names and the People They Commemorate. Yale University Press (New Haven et Londres).